# Робстаун (Техас)
Робстаун (англ. Robstown) — місто (англ. city) в США, в окрузі Нюесес штату Техас. Населення — 10 143 особи (2020).

## Географія
Робстаун розташований за координатами 27°47′19″ пн. ш. 97°40′7″ зх. д. / 27.78861° пн. ш. 97.66861° зх. д. (27.788582, -97.668520).  За даними Бюро перепису населення США в 2010 році місто мало площу 40,15 км², уся площа — суходіл.

## Демографія
Згідно з переписом 2010 року, у місті мешкало 11 487 осіб у 3545 домогосподарствах у складі 2820 родин. Густота населення становила 286 осіб/км².  Було 4067 помешкань (101/км²).
Расовий склад населення:
| - 84,4 % — білих - 1,6 % — чорних або афроамериканців - 0,4 % — корінних американців - 0,2 % — азіатів - 11,4 % — осіб інших рас |

До двох чи більше рас належало 2,1 %. Частка іспаномовних становила 93,6 % від усіх жителів.
За віковим діапазоном населення розподілялося таким чином: 29,4 % — особи молодші 18 років, 58,0 % — особи у віці 18—64 років, 12,6 % — особи у віці 65 років та старші. Медіана віку мешканця становила 33,4 року. На 100 осіб жіночої статі у місті припадало 94,2 чоловіків;  на 100 жінок у віці від 18 років та старших — 88,9 чоловіків також старших 18 років.
Середній дохід на одне домашнє господарство  становив 44 428 доларів США (медіана — 30 900), а середній дохід на одну сім'ю — 48 892 долари (медіана — 36 279). Медіана доходів становила 40 348 доларів для чоловіків та 24 780 доларів для жінок. За межею бідності перебувало 35,4 % осіб, у тому числі 53,0 % дітей у віці до 18 років та 18,0 % осіб у віці 65 років та старших.
Цивільне працевлаштоване населення становило 3941 особа. Основні галузі зайнятості: освіта, охорона здоров'я та соціальна допомога — 30,9 %, роздрібна торгівля — 11,8 %, будівництво — 9,5 %, мистецтво, розваги та відпочинок — 8,4 %.